# 楚阿帕河

图中红色河流

楚阿帕河（法語：Rivière Tshuapa），刚果河支流之一，起源於刚果民主共和国邊境，在姆班达卡注入刚果河。
0°20′50″S 20°47′20″E / 0.3472°S 20.7889°E